# ليوناردو شاشا
ليوناردو شاشا (8 يناير 1921 - 20 نوفمبر 1989)، كاتب وروائي ومؤلف مسرحي وسياسي إيطالي. أصدر نحو 42 كتابًا بين الشعر والرواية والنقد والمسرح والمقالات السياسية. كما تحولت بعض أعماله الأدبية إلى أفلام سينمائية شهيرة، مثل: يوم البومة (1968)، الجثث اللامعة (1976)، وأبواب مفتوحة (1990)، وغيرها.

## حياته
ولد ليوناردو شاشا في بلدة راكالموتو في جزيرة صقلية الإيطالية عام 1921م. كان أبوه يعمل في منجم كبريت، فاستوحى منه قسوة حياة الطبقة العاملة. ولقد ظهرت في رواياته محبة خاصة لجزيرة صقلية ولأهلها الذين انتمى إليهم. 
وصفه البعض بأنه ضمير إيطاليا الجريء، ويعد من أكثر الكتّاب الإيطاليين شعبية خاصة في جيل ما بعد الحرب العالمية الثانية. كتب شاشا الروايات والقصص القصيرة والعديد من المقالات النقدية، وعمل صحافيًا محترفًا وسياسيًا كذلك، وكثيرًا ما كان يوجه النقد اللاذع في كتاباته لمظاهر الفساد الاجتماعي والسياسي، مما شحن أحقادًا وضغائن كثيرة ضده. 
أشار النقاد إلى نبوغه الأدبي، حيث تم تشبيهه بكافكا وستاندال، كما رُشح لنيل جائزة نوبل للآداب، ومازال الطلاب في كثير من الجامعات الكبرى يدرسون كتبه وأسلوبه الأدبي. 
وحتى اليوم مازال تمثالُه يقف حارسًا لمدينته الصغيرة راكالموتو ذات الأصول العربية وبقايا الكنائس النورماندية منتصبًا كأنه فارس يريد أن يقود الجزيرة بعيدًا عن المفاسد الاجتماعية السائدة، بعيدًا عن المافيا المتحكمة بمصائر سكانها الطيبين. 

## أهم أعماله
في عام 1961م صدرت أولى روايات شاشا المهمة: «يوم البومة» Il giorno della civetta، وهي رواية عن المافيا، حملت الشهرة لشاشا بعدما أكدت التزامه الحضاري بفضح شرور الحياة الاجتماعية التي كانت تعيشها جزيرة صقلية آنذاك. وقد ظل هذا الموضوع واحدًا من معالم الإنتاج الأدبي والفكري لدى شاشا. 
صدرت لشاشا بعدها روايات أخرى أبرزت عمق تعلقه بثقافة صقلية وحضارتها: «مجلس مصر»Il consiglio d’Egitto في عام 1963م، «موت المحقق» Morte dell’Inquisitore 1967. وفي عام 1966م نشر رواية «لكلٍّ ما لَهُ»،A ciascuno il suo والتي تم تحويلها إلى فيلم سينمائي بعد عام واحد فقط على نشرها. 
اتجه ليوناردو شاشا إلى الكتابة المسرحية، خاصة وأنه يعتمد في أسلوبه الروائي على تقنية الحوار بشكل مميز، لكنه عانى كثيرًا من أزمة عدم توافق أفكاره مع اتجاهات المخرجين المسرحيين في محيطه آنذاك، ما جعله يبتعد سريعًا عن التأليف للمسرح، وقد صرح ذات مرة بأن العرض المسرحي تحطيم للعمل الأدبي.
في عام 1971 نشر ليوناردو شاشا رواية «السياق» فأثارت جدلًا سياسيًا واسعًا، ما دفعه لسحب الرواية من الترشيح لجائزة أدبية كبرى، وواصل التزامه بالنقد الاجتماعي، ونشر فيما بعد روايات أخرى تستند إلى قصصٍ عن جرائم حقيقية.
في عام 1974 كانت إيطاليا تعيش مناخ الهزيمة السياسية التي لحقت بالتيار الكاثوليكي، بعدما نجح الاستفتاء على الحقّ في الطلاق وإنهاء الحياة الزوجية. في ذلك العام الحاسم صدر كتاب «تودو مودو»، فهاجمه رجال الكنيسة لأنه يناقش وضع «الكاثوليك الذين يصنعون السياسة» كما كان يقول شاشا. لكن هذا كان على الأرجح من أسباب النجاح السياسي الساحق الذي حققه الكاتب عام 1975م عندما تم ترشيحه في الانتخابات البلدية عن الحزب الشيوعي الإيطالي. ورغم هذا النجاح فإن شاشا سرعان ما استقال عام 1977م من ذاك المنصب البلدي الهام. وقد أراد بهذه الاستقالة التعبير عن رفضه لمبدأ «التحالف التاريخي» بين اليسار واليمين الذي قبل به الحزب الشيوعي ونظَّر له. وقد بيّن شاشا هذا في روايته التي صدرت في نفس السنة بعنوان «كانديدو، أو حلمٌ في صقلية».
في تلك الفترة زادت وتيرة رحلات شاشا إلى باريس، فتعمقت صلاته بالثقافة الفرنسية التي كان يعتبرها على الدوام منطلقاً من منطلقاته الأساسية. وما لبث شاشا أن قبل عام 1979 م عرضاً من الحزب الراديكالي المعارض ليترشح باسمه في انتخابات البرلمان الإيطالي والبرلمان الأوربي. وقد تم انتخابه في كليهما، لكنه فضّل تركيز نشاطه على أعمال لجان المجلس النيابي الإيطالي الخاصة بمتابعة عملية «الألوية الحمراء» التي اختطفت رئيس الوزراء الإيطالي آنذاك آلدو مورو، ثم قتلته. ابتعد شاشا بعدها عن العمل السياسي المباشر، خاصة بعد أن نشأت خلافات جديدة وحادة بينه وبين قيادة الحزب الشيوعي. ومع هذا فقد بقي الكاتب يتابع عن كثب أحداث السياسة والقضاء، وخاصة ما يتعلق منها بقضايا المافيا. بل إنه نشر عام 1987م مقالة بعنوان «خبراء محاربة المافيا» حيث أكد أن أهم ما يساعد على الارتقاء في وظيفة القضاء في صقلية هو المشاركة في المحاكمات الخاصة بالمافيا.
عانى ليوناردو شاشا خلال سنوات حياته الأخيرة من الأمراض ومن هجوم اليسار الانتهازي، فقل نشاطه الأدبي والفكري. وقد رحل عن العالم بعدما أنهى كتابه الأخير: «قصة بسيطة»، والذي صدر في يوم 20 تشرين ثاني نوفمبر 1989م، والذي تصادف أن يكون اليوم الذي يتم فيه وضع نسخ كتابه على أرفف المكتبات، هو نفسه يوم وفاته. 
توفي ليوناردو شاشا في مدينة باليرمو عاصمة صقلية الإيطالية. ومع أنه كان شيوعيا فقد أوصى بأن يدفن وفق المراسم الدينية الكنسية، وأن يوضع في تابوته صليبًا فضيًّا. وبالفعل دفن ليوناردو شاشا في مسقط رأسه راكالموتو، وقد تم تشييد تمثال تذكاري له في أحد شوارع راكلموتو يصوره وكأنه يسير على رصيف ذلك الشارع.

## روابط خارجية
- ليوناردو شاشا على موقع IMDb (الإنجليزية)
- ليوناردو شاشا على موقع الموسوعة البريطانية (الإنجليزية)
- ليوناردو شاشا على موقع مونزينجر (الألمانية)
- ليوناردو شاشا على موقع ديسكوغز (الإنجليزية)
- ليوناردو شاشا على موقع قاعدة بيانات الفيلم (الإنجليزية)